# Faustino Díez Gaviño
Faustino Díez Gaviño (Portugalete, 9 de enero de 1852-La Habana, 10 de febrero de 1895) fue un escritor, poeta y periodista español.

## Biografía
Natural de la localidad vizcaína de Portugalete, donde nació en 1852, se mudaría más tarde a Cantabria y luego a Barcelona. Poeta y periodista, fue director del periódico Laurac-Bat y colaborador de otros muchos, entre los que se cuenta El Progreso Comercial. Escribió unos Versos. Vivió en La Habana, donde falleció en febrero de 1895.